# 添田園子
添田 園子（そえだ そのこ、1975年11月27日 - ）は、日本の女優、声優。神奈川県出身。文学座所属。

## 出演作品

### 舞台
2000年
- 初舞台『女の一生』(文学座本公演)地方公演

2002年
- 『沈黙と光』(文学座アトリエ公演）

2003年
- 『ハムレットクローン』(Tファクトリー)森下スタジオ
- 『Just Business　商談』(アトリエ)＊企画・翻訳を担当

2004年
- 『ハムレットクローン』（Tファクトリー）サイスタジオ、海外公演

2005年
- 『ぬけがら』(アトリエ) 07年再演,10年地方巡演
- 『Knob』(HHG)サイスタジオコモネ
- 『Visions of Tokyo』(HHG)サイスタジオコモネ
- 『きゅうりの花』(HHG)サイスタジオコモネ
- 『約三十の嘘』(HHG)サイスタジオコモネ

2006年
- 『月夜の道化師』(本公演)地方公演
- 『雨フル町ノ童話 ‘06』池袋シアターグリーン
- 『3KNOCKS #2』(HHG)サイスタジオコモネ
- 『裸足』(アビコカルピズ)サイスタジオコモネ

2007年
- 『踏台』(本公演)地方公演
- 『かどで』(アトリエ)
- 『ぬけがら』(本公演)紀伊國屋サザンシアター

2008年
- 『パイドラの愛』(文学座+青年団)サイスタジオコモネ ※企画・翻訳も担当

2009年
- 『The Wind-Up Bird Chronicle』（ねじまき島クロニクル）The Ohio Theatre（ニューヨーク）

2010年
- 『カラムとセフィーの物語』（アトリエ）
- 『ぬけがら』(本公演)旅公演

2011年
- 『Recycling WashiTales』イリノイ、ロサンゼルス公演

### 劇場版アニメ
- 千と千尋の神隠し

### TV
- Gメン'75スペシャル 東京・北海道殺人トリック殺人事件（2001年4月16日、TBS）